# Zamek w Nieszkowicach
Zamek w Nieszkowicach (niem. Schloss Neobschütz) – zabytkowy zamek wybudowany w XVI w. w Nieszkowicach jako gotycka wieża otoczona fosą. W XVII w. dobudowano renesansowy dwór.

## Położenie
Zamek położony jest w Nieszkowicach – wsi w Polsce, w województwie dolnośląskim, w powiecie strzelińskim, w gminie Strzelin.